# Nona Gaye
Nona Marvisa Gaye (* 4. September 1974 in Washington, D.C.) ist eine US-amerikanische Sängerin, Schauspielerin und ehemaliges Fotomodell.

## Leben und Leistungen
Nona Gaye ist die Tochter des Rhythm-and-Blues-Sängers Marvin Gaye und Janis Hunter (* 6. Januar 1956; † 3. Dezember 2022). Im Alter von drei Wochen wurde Gaye von ihrem Vater auf dessen Konzert in New York City dem Publikum vorgestellt. Marvin Gaye sagte damals: „Dies ist meine Tochter Nona, und sie wird einmal ein großer Star.“
Als Gaye zehn Jahre alt war, wurde ihr Vater von seinem eigenen Vater in dem Haus, das er für seinen Vater gekauft hatte, mit seiner eigenen Waffe erschossen. Im Alter von dreizehn Jahren begann sie, Drogen zu konsumieren. Ein Jahr später brach sie die Schule ab. Im selben Jahr bekam sie einen Plattenvertrag, nachdem sie eine Version des Hits That’s the Way Love Is, ursprünglich von ihrem Vater stammend, vorgetragen hatte. Das Album war kommerziell allerdings nicht erfolgreich. 1994 arbeitete Gaye mit Prince zusammen und ist auf dessen Album The Gold Experience zu hören. Außerdem singt sie mit ihm im Duett den Song Love Sign und wirkt als Hauptdarstellerin im Musikvideo mit. Nach einem gescheiterten Suizidversuch wurde Gaye 1996 in eine psychiatrische Klinik eingewiesen.
1997 wurde Gaye Mutter eines Sohnes namens Nolan Pentz. Zwei Jahre später plante sie, sich erneut musikalischen Projekten zuzuwenden. Man schlug ihr stattdessen vor, sich der Schauspielerei zuzuwenden. Daraufhin sprach sie beim Casting zum Film Ali vor und bekam die Rolle der Ehefrau der Box-Legende Muhammad Ali.
Nach dem Tode der Sängerin und Schauspielerin Aaliyah Haughton im Jahr 2001 ersetzte Gaye diese in ihrer Rolle in Matrix Reloaded.

## Diskografie
Alben
- 1992: Love for the Future

Singles
- 1992: I’m Overjoyed
- 1993: Things We All Do For Love
- 1994: Love Sign (mit Prince)

## Filmografie
- 1989: Harlem Nights
- 2001: Ali
- 2003: Matrix Reloaded (The Matrix Reloaded)
- 2003: Matrix Revolutions (The Matrix Revolutions)
- 2004: L.A. Crash (Crash)
- 2004: Der Polarexpress (The Polar Express)
- 2005: xXx 2 – The Next Level (xXx: State of the Union)
- 2005: The Gospel
- 2009: Blood and Bone